# Erikapohlita
L'erikapohlita és un mineral de la classe dels arsenats. Rep el nom d'Erika Pohl-Ströher (18 de gener de 1919 - 18 de desembre de 2016), químic, biòleg i emprenedora (empresa Wella), per donar una part significativa de la seva enorme col·lecció d'exemplars minerals destacats (80.000 peces) a la fundació Pohl-Ströher Mineralienstiftung, i per permetre l'accés al públic i als estudis científics.

## Característiques
L'erikapohlita és un arsenat de fórmula química Cu₃(Zn,Cu,Mg)₄Ca₂(AsO₄)₆·2H₂O. Va ser aprovada com a espècie vàlida per l'Associació Mineralògica Internacional l'any 2010. Cristal·litza en el sistema monoclínic. És un mineral isostructural amb la keyita, de la qual és el seu anàleg amb calci.
L'exemplar que va servir per a determinar l'espècie, el que es coneix com a material tipus, es troba conservat a les col·leccions del museu mineralògic de la Universitat d'Hamburg, amb el número de catàleg: ts 117c.

## Formació i jaciments
Va ser trobada al nivell 44 de la mina Tsumeb, una famosa mina de coure, plom, zinc, argent, germani i cadmi, coneguda per haver-se descobert una gran quantitat de minerals rars i poc freqüents. La mina està situada a la localitat de Tsumeb, a la regió d'Oshikoto, Namíbia.